# Gianluca Scamacca
Gianluca Scamacca (* 1. Januar 1999 in Rom) ist ein italienischer Fußballspieler. Der Stürmer steht bei Atalanta Bergamo unter Vertrag und ist Nationalspieler.

## Karriere

### Verein
Scamacca begann seine Karriere bei Lazio Rom. 2012 wechselte er zum Stadtkonkurrenten AS Rom. Im Januar 2015 wechselte er in die Niederlande zur PSV Eindhoven, wo er in der Jugend beim Torneo di Viareggio mitspielte. In der Spielzeit 2015/16 kam er schließlich zweimal bei Jong PSV in der Eerste Divisie zum Einsatz. In der Saison war er auch in der Jugend der Eindhovener aktiv und wurde am Ende der Saison niederländischer B-Jugend-Meister. In der Folgesaison kam er weiterhin für die Jugendabteilung der PSV zum Einsatz. Er spielte auch einmal für die zweite Mannschaft, sah jedoch drei Minuten nach seiner Einwechslung die rote Karte.
Im Januar 2017 wechselte er in sein Heimatland zurück, zur US Sassuolo Calcio. Am Anfang kam er in der U19 zum Einsatz und gewann mit Sassuolo den Torneo di Viareggio, nachdem er im Achtel-, Viertelfinale und Finale traf. 2017/18 gab er sein Debüt für die Profis am 29. Oktober 2017 (11. Spieltag) gegen die SSC Neapel. Für die Rückrunde wurde er an die US Cremonese in die Serie B verliehen, wo er am 3. Februar 2018 (24. Spieltag) gegen den FC Pro Vercelli sein Debüt gab. In der gesamten Saison 2017/18 spielte er dreimal in der Serie A und 14 Mal mit einem Treffer in der Serie B.
In der darauf folgenden Saison wurde er in der Hinrunde zurück in die Niederlande an PEC Zwolle verliehen. Er debütierte in der Eredivisie am 2. September 2018 (4. Spieltag) beim 1:0-Sieg gegen den FC Groningen. Anderthalb Monate später (9. Spieltag) spielte er sein erstes Profispiel über 90 Minuten. In der restlichen Saison spielte er noch einige Male für die U19 von Sassuolo. Die Spielzeit darauf wurde er das nächste Mal verliehen, diesmal an Ascoli Calcio in die Serie B. Sein Debüt für seinen neuen Klub gab er am 24. August 2019 (1. Spieltag), als er in der Startelf stand und beim 3:1-Sieg mit seinem 1:0 beitrug. In der Saison 2019/20 wurde Scamacca außerdem Torschützenkönig des Coppa Italia dieser Spielzeit mit vier Treffern. Nach seiner Rückkehr blieb er zunächst bei Sassuolo, wurde jedoch am Ende des Sommers 2020 an den Ligakonkurrenten CFC Genua verliehen. Sein Debüt für Il Grifone gab er am 19. Oktober 2020 (4. Spieltag) gegen Hellas Verona nach Einwechslung eine halbe Stunde vor Abpfiff. Bei Genua spielte er sich anschließend im Sturmzentrum fest und konnte in insgesamt 29 Spiele wettbewerbsübergreifend zwölf Tore erzielen und zwei vorbereiten. Am 17. Oktober 2021 (8. Spieltag) konnte er gegen seinen Ex-Verein CFC Genua seine ersten beiden Tore im Trikot von Sassuolo machen. In der gesamten Saison war er im Sturmzentrum gesetzt und schoss 16 Tore in 36 Ligaspielen.
Im Sommer 2022 wechselte er zum englischen Erstligisten West Ham United. 2023 wurde die UEFA Conference League gewonnen.
Ein Jahr später kehrte er zurück in die italienische Serie A, dort unterzeichnete er einen Vertrag bei Atalanta Bergamo. Mit Atalanta gewann Scamacca in derselben Saison die UEFA Europa League. Am 4. August 2024 riss sich Scamacca bei einem Testspiel gegen Parma Calcio das Kreuzband und fällt wahrscheinlich 6 Monate aus.

### Nationalmannschaft
Scamacca spielte in allen Juniorenmannschaften der Italiener. Von 2014 bis 2016 machte er über 30 Spiele für die italienische U-17-Nationalmannschaft.
Seit Mai 2018 war er für die italienische U-21-Nationalmannschaft aktiv und traf dort sieben Mal in 12 Spielen.
Am 8. September 2021 gab Scamacca sein Debüt in der A-Nationalmannschaft, als er bei einem 5:0-Sieg gegen Litauen eine halbe Stunde vor Spielende in die Partie kam.

## Erfolge
West Ham United
- UEFA Europa Conference League: 2022/23

Atalanta Bergamo
- UEFA Europa League: 2023/24

Persönliche Erfolge
- Torschützenkönig der Coppa Italia: 2019/20, 2020/21